# Mactra guidoi
Mactra guidoi is een tweekleppigensoort uit de familie van de Mactridae. De wetenschappelijke naam van de soort is voor het eerst geldig gepubliceerd in 2010 door Signorelli & F. Scarabino.